# Fixsenia favonius
Fixsenia favonius är en fjärilsart som beskrevs av Smith och John Abbot 1797. Fixsenia favonius ingår i släktet Fixsenia och familjen juvelvingar. Inga underarter finns listade i Catalogue of Life.

## Bildgalleri

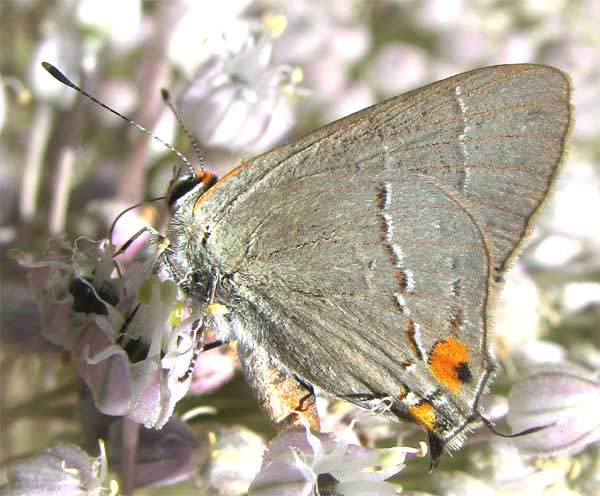